# أودري هاورد
أودري هاورد (بالإنجليزية: Audrey Howard)‏‏ (1929 في ليفربول - ) روائية، وكاتِبة من المملكة المتحدة.